# The Right Direction
The Right Direction er en amerikansk stumfilm fra 1916 af E. Mason Hopper.

## Medvirkende
- Vivian Martin som Polly Eccles.
- Colin Chase som Kirk Drummond.
- Herbert Standing som John Drummond.
- Alfred Hollingsworth som Big Bill.
- Billy Mason som Harry Lockwood.